# Ringzug

Logo 3er-Ringzug

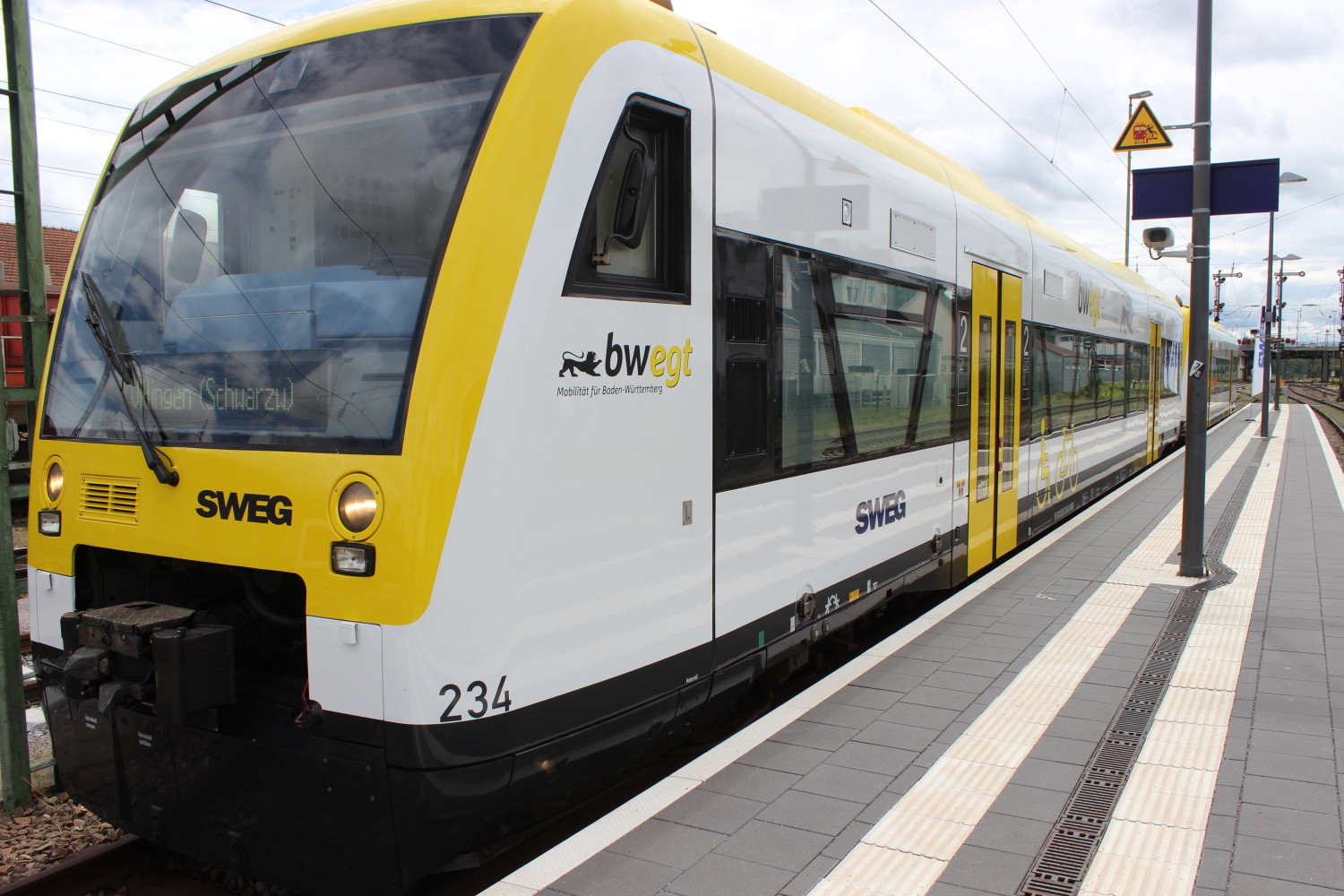
Ein Ringzug-Triebwagen in Villingen (2023)

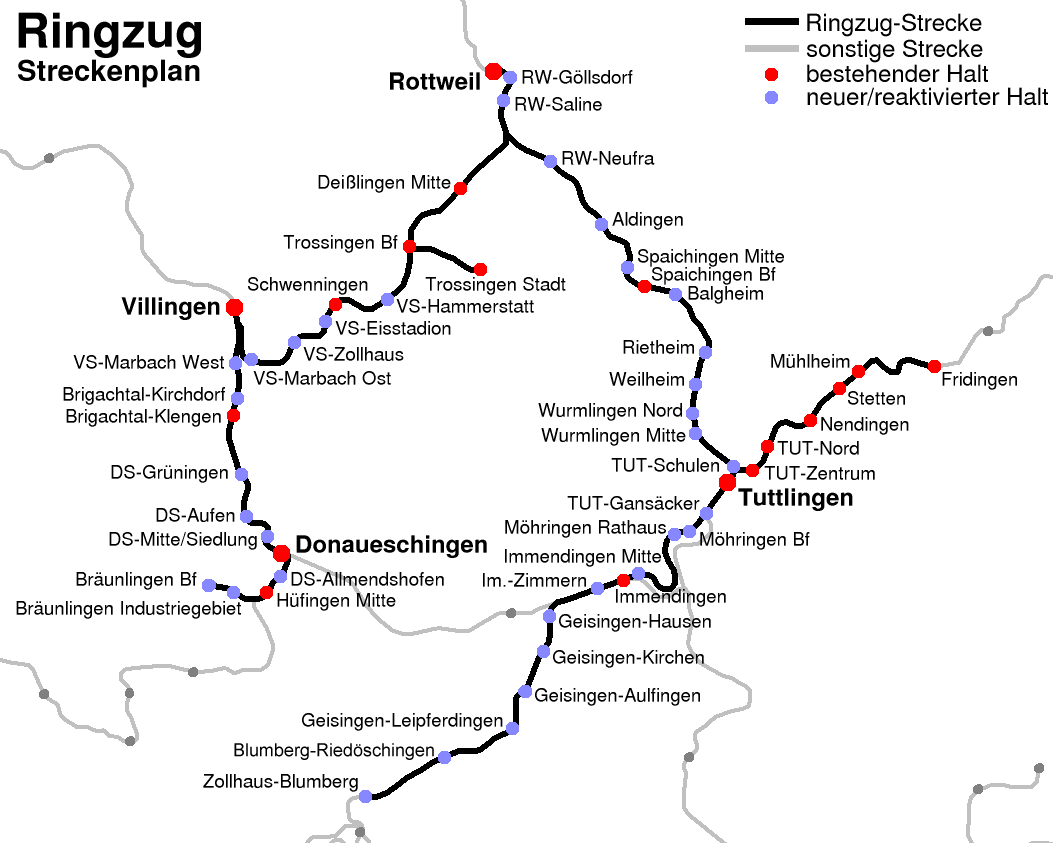
Streckenplan des Ringzugs

Der Ringzug, ursprünglich auch 3er-Ringzug genannt, ist ein Schienenpersonennahverkehrssystem im Verkehrsverbund Schwarzwald-Baar-Heuberg im südlichen Baden-Württemberg. Der Ringzug nahm seinen regulären Betrieb am 31. August 2003 auf und wird seit dem 12. Dezember 2004 in seiner heutigen Form betrieben. Konzept des Ringzugs ist es, ein vertaktetes und auf eine Vielzahl anderer Busse und Bahnen abgestimmtes S-Bahn-ähnliches Angebot in einem ländlich strukturierten Raum zu schaffen. Im März 2006 zeichnete der Fahrgastverband Pro Bahn den Ringzug als vorbildliches Nahverkehrssystem mit dem „Fahrgastpreis 2006“ aus. Der Ringzug fand über die Region hinaus weite Beachtung und kann auf stetig steigende Fahrgastzahlen und sinkenden Zuschussbedarf verweisen.

## Bezeichnung
Die Bezeichnung „Ringzug“ wurde gewählt, weil seine Streckenführung ursprünglich einen Ring bilden sollte, unterbrochen wird er aber nach wie vor durch die Lücke zwischen Immendingen und Donaueschingen. Vervollständigt wird das Netz durch Strecken, die nicht Teil des Rings sind. Dazu gehören die Trossinger Eisenbahn sowie Teile der Bregtalbahn, der Wutachtalbahn und der Bahnstrecke Tuttlingen–Inzigkofen. Die alternative Bezeichnung „3er-Ringzug“ sollte darauf hinweisen, dass sich drei Landkreise (Tuttlingen, Rottweil und Schwarzwald-Baar) am Projekt beteiligen.

## Geschichte

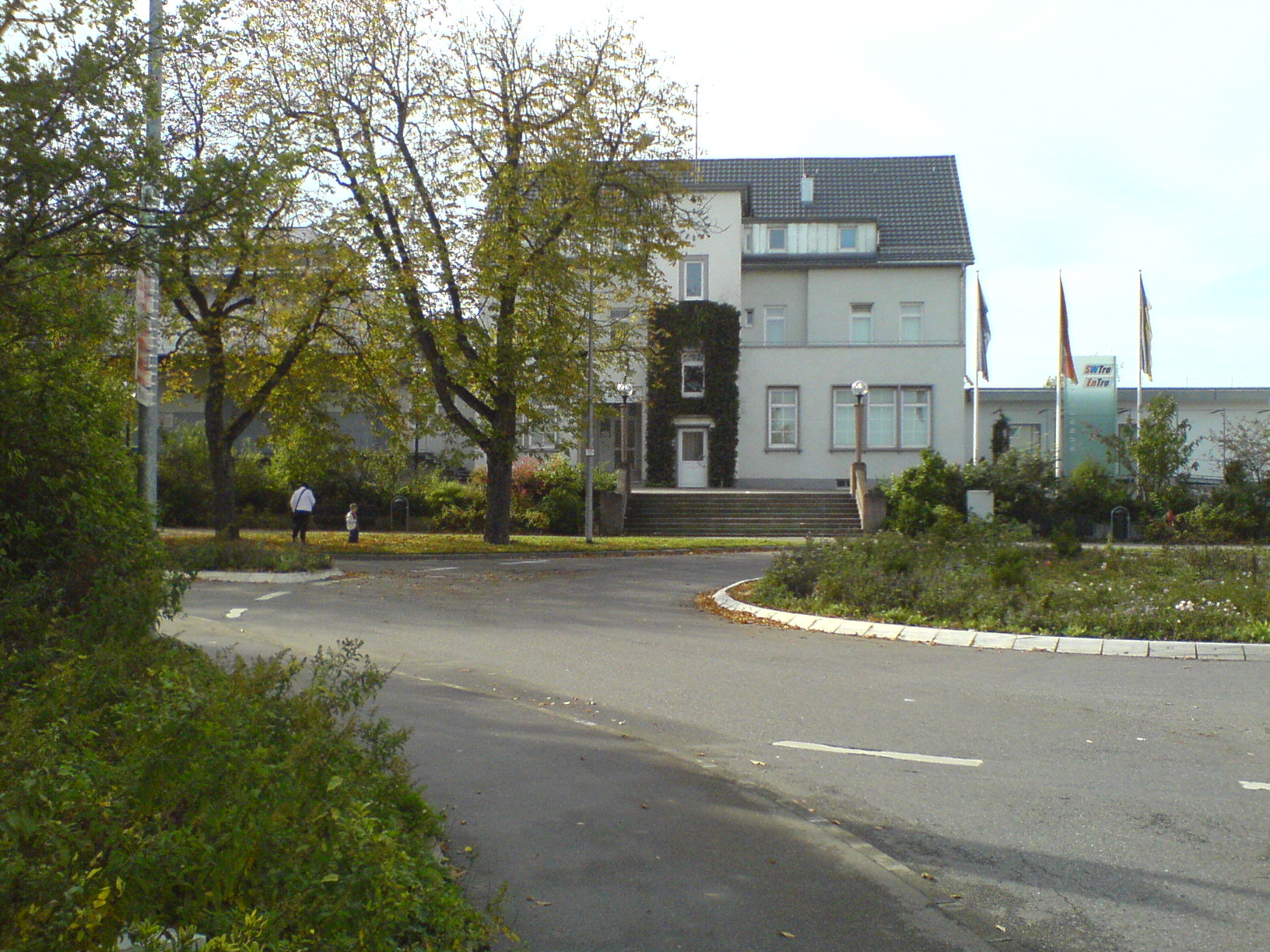
Noch Mitte der 1990er-Jahre von der Stilllegung bedroht: Der Bahnhof Trossingen Stadt der Trossinger Eisenbahn

### Ausgangslage
Die Deutsche Bundesbahn gab in den 1970er- und 1980er-Jahren einen Großteil der Bahnhöfe und Haltepunkte im Ringzug-Gebiet infolge des sogenannten Eilzugmäßigen Fahrens auf, die Nahverkehrszüge wurden weitgehend eingespart. Auf dem 28 Kilometer langen Abschnitt Rottweil–Tuttlingen der Bahnstrecke Plochingen–Immendingen war der Bahnhof Spaichingen der einzig verbliebene Zwischenhalt. Selbst in der 7500-Einwohner-Gemeinde Aldingen hielt kein Zug mehr.
Auf der Bahnstrecke Marbach–Bad Dürrheim wurde der Personenverkehr bereits 1953 aufgegeben, die Heubergbahn folgte 1966 und das nördliche Teilstück der Wutachtalbahn von Lauchringen nach Hintschingen war ab 1967 ohne planmäßigen Personenverkehr. Seit 1972 galt dies auch für die Bregtalbahn. Die Trossinger Eisenbahn sollte nach einem 1996 gefassten Beschluss des Trossinger Gemeinderats sogar ganz stillgelegt werden.
Lediglich im Bereich des Naturparks Obere Donau zwischen Tuttlingen und Fridingen wurde mit dem im September 1990 gestarteten „Donautal-Modell“ des Landkreises Tuttlingen eine Rückverlagerung eines Teils des Schülerverkehrs auf die Schiene erreicht. Ansonsten war der Nahverkehr der Region weitgehend auf die Schülerbeförderung per Omnibus ausgerichtet.
Infolge dieses Rückzugs aus der Fläche blieben der Region Schwarzwald-Baar-Heuberg nur noch überregionale Verbindungen erhalten, davon zwei im Schienenpersonenfernverkehr. Auf der Schwarzwaldbahn verkehrten, neben den Eilzügen, Interregio-Züge im Zwei-Stunden-Takt zwischen Hamburg und Konstanz. Auf der Bahnstrecke Plochingen–Immendingen fuhren außer den Eilzügen Schnellzüge beziehungsweise EuroCitys von Stuttgart über Zürich nach Italien. Außerdem gab es langlaufende Eilzüge auf den Relationen Ulm–Tuttlingen–Donaueschingen–Neustadt (Schwarzwald) und Rottweil–Villingen–Donaueschingen–Neustadt (Schwarzwald).

### Politische Entscheidungen auf dem Weg zum Ringzug 1995–2001

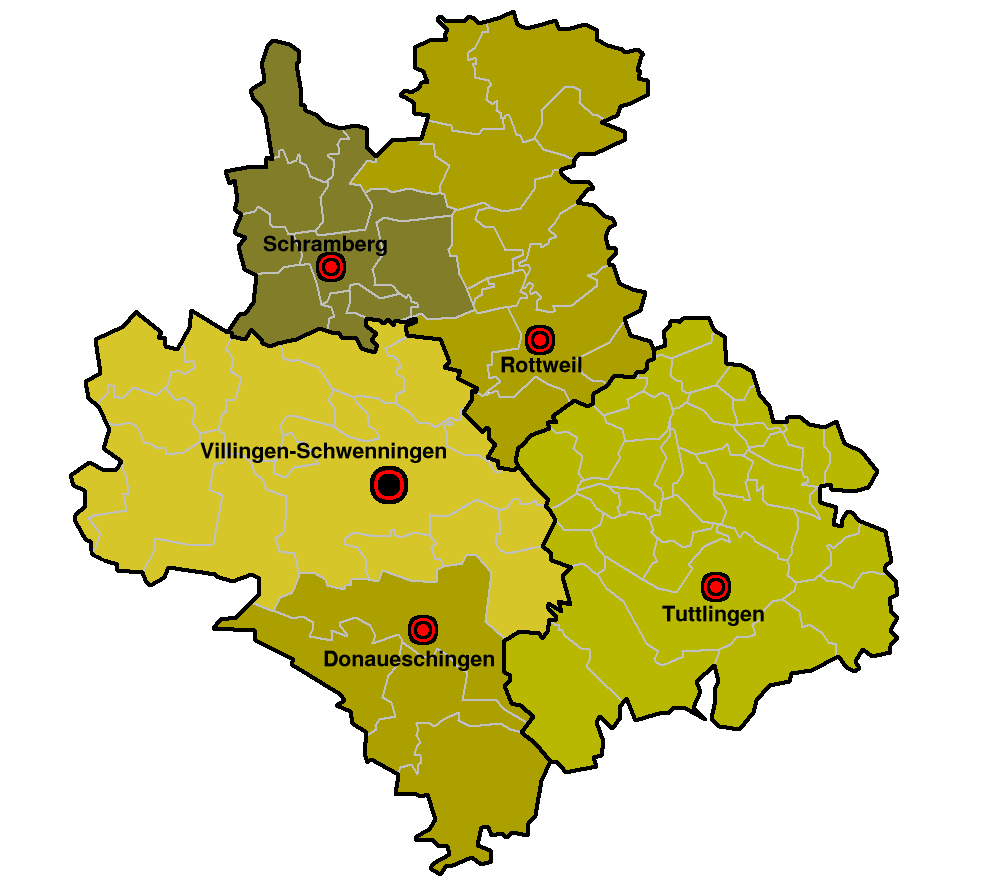
Die Region Schwarzwald-Baar-Heuberg

Logo der Hohenzollerischen Landesbahn

Im Januar 1995 präsentierte der Regionalverband Schwarzwald-Baar-Heuberg die vom Tübinger Nahverkehrsberater Gerd Hickmann erarbeitete Studie „Integraler Taktfahrplan Bus und Bahn für die Region Schwarzwald-Baar-Heuberg“. Diese schlug vor, einen integralen Taktfahrplan in der Region einzuführen und Schienen- und Busverkehr miteinander zu verknüpfen. Rückgrat dieses neuen Verkehrskonzepts sollte ein „Ringzug“ sein. Im Anschluss an Hickmanns Studie betreute sein Kollege Ulrich Grosse das Konzept weiter und beriet die politisch Verantwortlichen bis zu dessen Umsetzung. Im Januar 1996 beschlossen bereits die Landräte der Landkreise Tuttlingen und Rottweil sowie des Schwarzwald-Baar-Kreises in der so genannten „Trossinger Vereinbarung“, die erarbeitete Konzeption umzusetzen. Der in der Region wohnende damalige Ministerpräsident Erwin Teufel sicherte als Vertreter des Landes Baden-Württemberg zu, das neu einzuführende Nahverkehrssystem fördern zu wollen.
Nach der Trossinger Vereinbarung befassten sich die drei Kreistage mit dem Konzept und stimmten diesem 1999 zu. Daraufhin begann das Land Baden-Württemberg mittels einer Preisanfrage, nach einem Betreiber für das Ringzug-System zu suchen. Unter mehreren eingegangenen Angeboten von insgesamt vier Eisenbahnverkehrsunternehmen, darunter auch ein Angebot der Deutschen Bahn AG, setzte sich Ende 1999 schließlich die Hohenzollerische Landesbahn (heute Teil der SWEG) mit ihrem Angebot durch. Von 1999 bis 2001 stockte die weitere Planung, da zwischen den Landkreisen ein Streit über die Verteilung der Betriebskosten ausgebrochen war. Dieser Konflikt wurde 2001 beigelegt, im selben Jahr wurde auch der Finanzierungsvertrag mit dem Land Baden-Württemberg abgeschlossen. Im Dezember 2001 wurde der Zweckverband Ringzug ins Leben gerufen, dessen erster Vorsitzender der damalige Tuttlinger Landrat Hans Volle wurde.

### Verbesserung der Verkehrsinfrastruktur 2001–2003

Betriebswerk Immendingen

Die teilweise seit Jahrzehnten stillgelegten Strecken sowie die fehlenden Haltepunkte erforderten massive Investitionen in die Verkehrsinfrastruktur. Auch die Sicherungstechnik, die teilweise aus der Frühzeit des 20. Jahrhunderts stammte, musste grundlegend erneuert werden und wurde schließlich durch ein computergesteuertes System ersetzt. Auch wurden elektronische Stellwerke eingeführt, die nun aus Karlsruhe ferngesteuert werden. Insgesamt kosteten alleine die neue Sicherungstechnik, die Haltepunkte und die Ertüchtigung des Streckennetzes circa 67 Millionen Euro. Dazu kamen 33 Millionen Euro für die Anfang 2003 insgesamt 20 ausgelieferten Regio-Shuttles, die das neue Streckennetz befahren. Für diese wurde ein neues Betriebswerk in Immendingen gebaut.

### Eingeschränkter Ringzug-Betrieb 2003/2004
Ursprünglich war der 15. Dezember 2002 als Ringzug-Start vorgesehen. Erhebliche Verzögerungen bei den Sanierungsarbeiten verschoben aber den Betriebsbeginn bis zum 31. August 2003. Da allerdings auch zu diesem Zeitpunkt die Infrastruktur noch nicht vollständig zur Verfügung stand, startete nur ein eingeschränkter Betrieb. Viele der vorgesehenen neuen Haltepunkte waren noch nicht fertiggestellt, sodass diese monatelang nicht angefahren werden konnten. Außerdem konnte wegen der Umstellung auf elektronische Stellwerke am Wutachtalbahn-Abzweig in Hintschingen diese Strecke zunächst noch nicht mit aufgenommen werden. Der Ringzug startete also mit unvollständigem Streckennetz und zu wenigen Haltepunkten, was dazu führte, dass im ersten Betriebsjahr noch Busse parallel zu den Bahnstrecken fuhren.

## Streckennetz

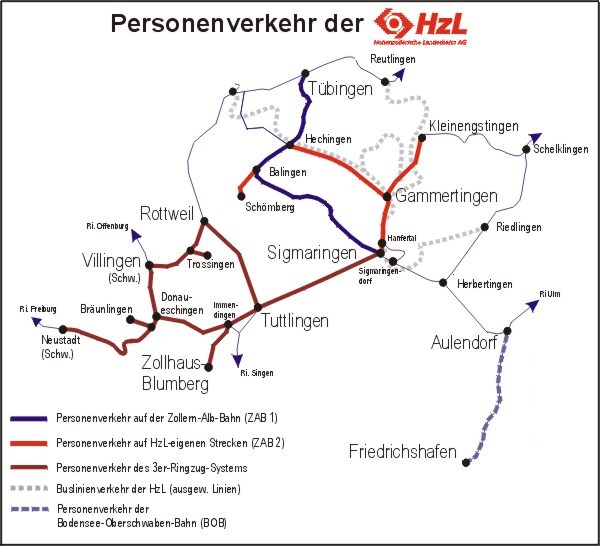
Der Ringzug als Teil des HzL-Streckennetzes, ebenfalls aufgeführt sind die Verkehre außerhalb des Stammnetzes

### Integrierte Strecken
Der Ringzug benutzt folgende acht Eisenbahnstrecken:
- der Höllentalbahn von Donaueschingen nach Freiburg im Abschnitt Donaueschingen–Hüfingen
- der Bregtalbahn von Bräunlingen (früher von Furtwangen) nach Hüfingen in ihrer gesamten noch vorhandenen Länge,
- der Schwarzwaldbahn von Offenburg nach Konstanz in den Abschnitten Villingen–Donaueschingen und Hintschingen–Immendingen,
- der Bahnstrecke Rottweil–Villingen in ihrer ganzen Länge,
- der Bahnstrecke Plochingen–Immendingen im Abschnitt Rottweil–Immendingen,
- der Bahnstrecke Tuttlingen–Inzigkofen im Abschnitt Tuttlingen–Fridingen an der Donau,
- der Wutachtalbahn im Abschnitt Hintschingen–Blumberg-Zollhaus,
- der Trossinger Eisenbahn von Trossingen Bahnhof nach Trossingen Stadt in ihrer ganzen Länge.

Keine der genannten Bahnstrecken gehört zum Stammnetz der Hohenzollerischen Landesbahn. Beim Großteil der Strecken ist die DB Netz AG das zuständige Eisenbahninfrastrukturunternehmen, die Trossinger Eisenbahn gehört den Stadtwerken Trossingen, die Wutachtalbahn den Bahnbetrieben Blumberg und der Abschnitt Hüfingen–Bräunlingen der Südwestdeutschen Verkehrs-AG (SWEG). Letztere beide wurden, nachdem auf ihnen zuvor jahrzehntelang kein regelmäßiger Personenverkehr stattfand, für den Ringzug reaktiviert. Auf den drei Strecken, die nicht zur DB Netz AG gehören, verkehrt heute ausschließlich der Ringzug als ganzjähriges Regelangebot im Personenverkehr. Auf den übrigen Streckenabschnitten verkehren zusätzlich auch Züge der Deutschen Bahn.

#### Lücke zwischen Donaueschingen und Immendingen
Zwischen Immendingen und Donaueschingen besteht eine Lücke im System. Ursächlich hierfür ist die Fahrplangestaltung Mitte der 1990er-Jahre, als das Konzept entwickelt wurde. Zu dieser Zeit belegten die Interregio-Züge auf der Schwarzwaldbahn zwischen Donaueschingen und Immendingen genau zu den Zeiten die Fahrplantrassen, zu denen der Ringzug sie benötigt hätte. Darum wurde zunächst davon abgesehen, die betreffende Strecke in das Konzept aufzunehmen. Stattdessen entschied man sich, die Wutachtalbahn im verhältnismäßig dünn besiedelten Abschnitt Immendingen–Blumberg-Zollhaus in den Ringzug einzubeziehen. Dies führte zur ursprünglich nicht geplanten Reaktivierung dieses Abschnitts und zur oben erwähnten Lücke.
Nach dem Ende des Interregio-Verkehrs auf der Schwarzwaldbahn und der Verschiebung der Fahrzeiten auf dieser Strecke wäre es heute möglich, die Lücke zwischen Immendingen und Donaueschingen mit dem Ringzug zu befahren. Damit könnten Geisingen Bahnhof, Geisingen-Gutmadingen, Donaueschingen-Neudingen sowie Donaueschingen-Pfohren angeschlossen werden. Dies ist immer wieder Gegenstand politischer Diskussionen, aktuell aber nicht geplant.

### Stationen

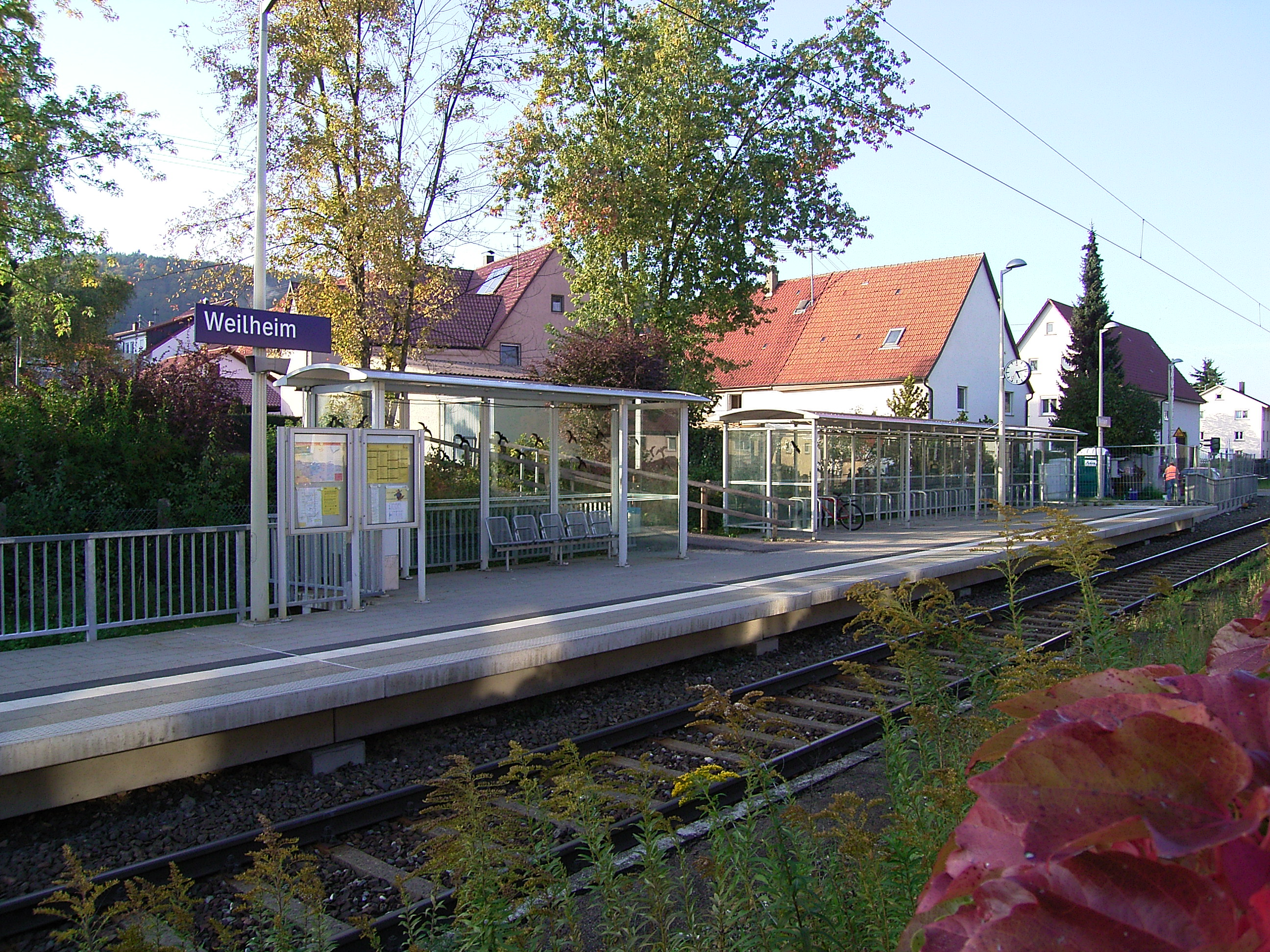
Der Haltepunkt Weilheim (Württ); der Ort erhielt durch den Ringzug wieder Bahnanschluss

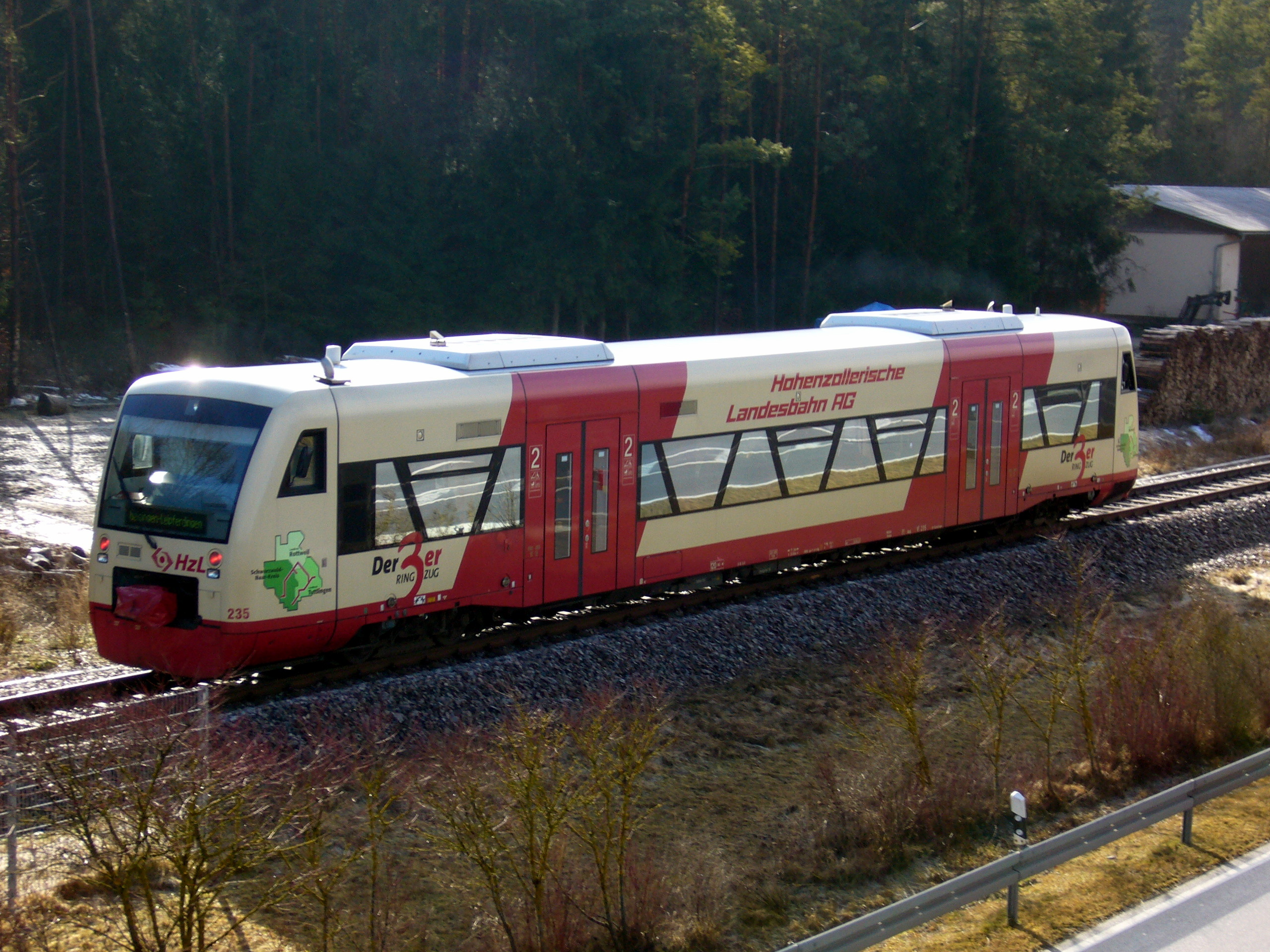
Bei Geisingen-Kirchen auf der Wutachtalbahn

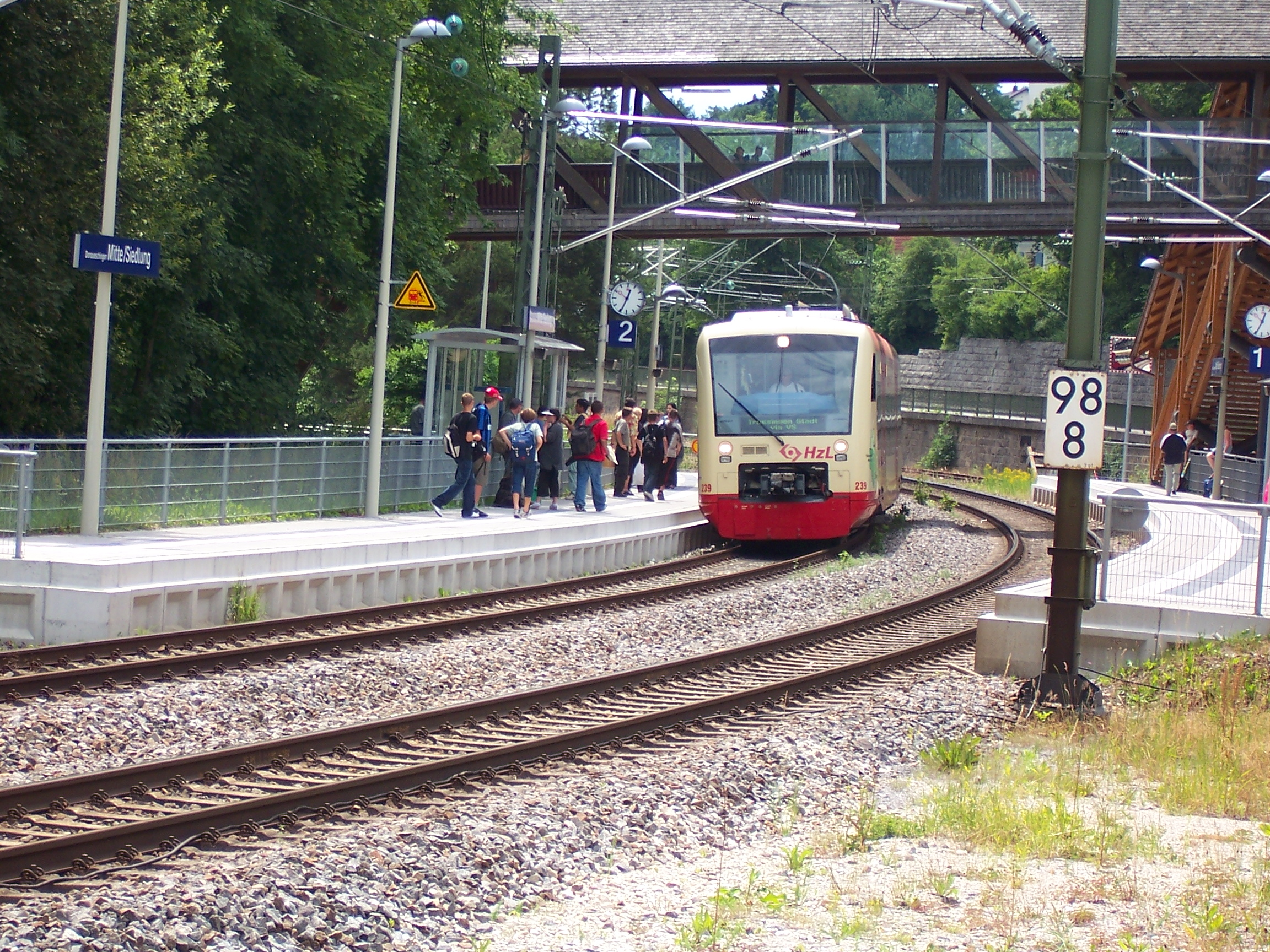
Beim Haltepunkt Donaueschingen Mitte/Siedlung auf der Schwarzwaldbahn

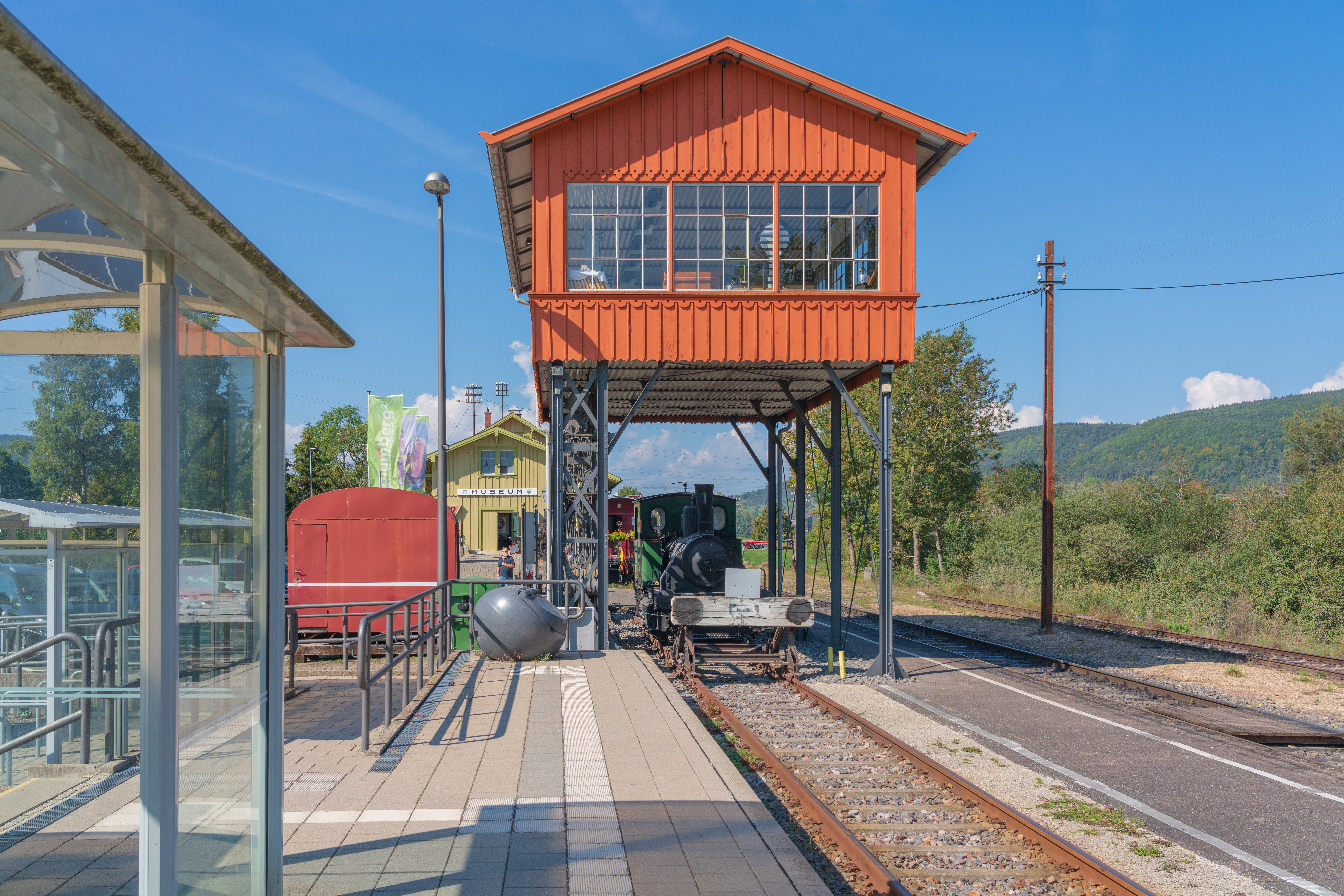
Blumberg-Zollhaus ist südlicher Endpunkt des Ringzugs

Bis 2004 hat die DB Station&Service für den Ringzug-Betrieb 18 neue Haltepunkte eingerichtet und 16 aufgelassene Stationen reaktiviert. Auch wurden einige vorhandene Stationen näher an die jeweiligen Siedlungen gerückt. Der durchschnittliche Abstand zwischen den Zugangsstellen beträgt 1,9 Kilometer. Es wurden in der Regel alle an der Strecke liegenden Gemeinden und Gemeindeteile angeschlossen, so dass auch kleinere Orte wieder über eine oder sogar mehrere Stationen verfügen. Ein Großteil der Ringzug-Stationen sind Bedarfshalte, die meisten sind barrierefrei.
| Station                               | km  | Strecke                                        | Landkreis                              |
| ------------------------------------- | --- | ---------------------------------------------- | -------------------------------------- |
| Bräunlingen Bahnhof                   | 0   | Bregtalbahn                                    | Schwarzwald-Baar                       |
| Bräunlingen Industriegebiet           | 3   | Bregtalbahn                                    | Schwarzwald-Baar                       |
| Hüfingen Mitte                        | 6   | Bregtalbahn                                    | Schwarzwald-Baar                       |
| Donaueschingen Allmendshofen          | 7   | Bregtalbahn                                    | Schwarzwald-Baar                       |
| Donaueschingen Bahnhof                | 8   | Bregtalbahn / Schwarzwaldbahn                  | Schwarzwald-Baar                       |
| Donaueschingen Mitte / Siedlung       | 9   | Schwarzwaldbahn                                | Schwarzwald-Baar                       |
| Donaueschingen Aufen                  | 11  | Schwarzwaldbahn                                | Schwarzwald-Baar                       |
| Donaueschingen Grüningen              | 14  | Schwarzwaldbahn                                | Schwarzwald-Baar                       |
| Brigachtal Klengen                    | 17  | Schwarzwaldbahn                                | Schwarzwald-Baar                       |
| Brigachtal Kirchdorf                  | 18  | Schwarzwaldbahn                                | Schwarzwald-Baar                       |
| Marbach West (Villingen-Schwenningen) | 19  | Schwarzwaldbahn                                | Schwarzwald-Baar                       |
| Villingen (Schwarzw)                  | 22  | Schwarzwaldbahn / Rottweil–Villingen           | Schwarzwald-Baar                       |
| Marbach Ost (Villingen-Schwenningen)  | 25  | Rottweil–Villingen                             | Schwarzwald-Baar                       |
| Zollhaus (Villingen-Schwenningen)     | 28  | Rottweil–Villingen                             | Schwarzwald-Baar                       |
| Schwenningen Eisstadion               | 30  | Rottweil–Villingen                             | Schwarzwald-Baar                       |
| Schwenningen (Neckar)                 | 31  | Rottweil–Villingen                             | Schwarzwald-Baar                       |
| Schwenningen Hammerstatt              | 32  | Rottweil–Villingen                             | Schwarzwald-Baar                       |
| Trossingen Bahnhof                    | 37  | Rottweil–Villingen                             | Schwarzwald-Baar, Rottweil, Tuttlingen |
| Deißlingen Mitte                      | 40  | Rottweil–Villingen                             | Rottweil                               |
| Rottweil Saline                       | 46  | Rottweil–Villingen                             | Rottweil                               |
| Rottweil Bahnhof                      | 49  | Rottweil–Villingen / Plochingen–Immendingen    | Rottweil                               |
| Rottweil Göllsdorf                    | 50  | Plochingen–Immendingen                         | Rottweil                               |
| Rottweil Saline                       | 52  | Plochingen–Immendingen                         | Rottweil                               |
| Rottweil-Neufra                       | 56  | Plochingen–Immendingen                         | Rottweil                               |
| Aldingen (b Spaichingen)              | 60  | Plochingen–Immendingen                         | Tuttlingen                             |
| Spaichingen Mitte                     | 62  | Plochingen–Immendingen                         | Tuttlingen                             |
| Spaichingen                           | 64  | Plochingen–Immendingen                         | Tuttlingen                             |
| Balgheim                              | 66  | Plochingen–Immendingen                         | Tuttlingen                             |
| Rietheim (Württ)                      | 69  | Plochingen–Immendingen                         | Tuttlingen                             |
| Weilheim (Württ)                      | 71  | Plochingen–Immendingen                         | Tuttlingen                             |
| Wurmlingen Nord                       | 73  | Plochingen–Immendingen                         | Tuttlingen                             |
| Wurmlingen Mitte                      | 74  | Plochingen–Immendingen                         | Tuttlingen                             |
| Tuttlingen Schulen                    | 76  | Plochingen–Immendingen                         | Tuttlingen                             |
| Tuttlingen Bahnhof                    | 77  | Plochingen–Immendingen / Tuttlingen–Inzigkofen | Tuttlingen                             |
| Tuttlingen Gänsäcker                  | 78  | Tuttlingen–Inzigkofen                          | Tuttlingen                             |
| Möhringen Bahnhof                     | 81  | Tuttlingen–Inzigkofen                          | Tuttlingen                             |
| Möhringen Rathaus                     | 82  | Tuttlingen–Inzigkofen                          | Tuttlingen                             |
| Immendingen Mitte                     | 87  | Tuttlingen–Inzigkofen                          | Tuttlingen                             |
| Immendingen                           | 88  | Tuttlingen–Inzigkofen                          | Tuttlingen                             |
| Immendingen-Zimmern                   | 89  | Tuttlingen–Inzigkofen / Wutachtalbahn          | Tuttlingen                             |
| Geisingen-Hausen                      | 93  | Wutachtalbahn                                  | Tuttlingen                             |
| Geisingen-Kirchen                     | 94  | Wutachtalbahn                                  | Tuttlingen                             |
| Geisingen-Aulfingen                   | 96  | Wutachtalbahn                                  | Tuttlingen                             |
| Geisingen-Leipferdingen               | 99  | Wutachtalbahn                                  | Tuttlingen, Schwarzwald-Baar           |
| Blumberg-Riedöschingen                | 103 | Wutachtalbahn                                  | Schwarzwald-Baar                       |
| Blumberg-Zollhaus                     | 107 | Wutachtalbahn                                  | Schwarzwald-Baar                       |

## Betrieb und Organisation

### Verknüpfung mit anderen Verkehrsmitteln
Mit der Betriebsaufnahme wurde der Nahverkehr in der Region grundlegend neu organisiert. Parallele Busverkehre entlang der Bahnstrecken wurden weitgehend eingestellt. Die Buslinien dienen seither als Zubringer zur Schiene und wurden konsequent mit dem Ringzug vertaktet. Wichtige Verknüpfungspunkte zwischen Schiene und Bus sind Bräunlingen, Donaueschingen, Brigachtal-Klengen, Brigachtal-Kirchdorf, Villingen, Schwenningen, Rottweil, Aldingen, Tuttlingen, Immendingen, Geisingen-Hausen und Geisingen-Leipferdingen.
In Tuttlingen sind die aus beiden Richtungen kommenden Ringzüge mit dem Fernverkehr zwischen Stuttgart und Zürich vertaktet, sodass alle Stationen zwischen Rottweil und Tuttlingen Anschluss an die stündlich verkehrenden Intercitys Richtung Zürich haben. In Villingen besteht regelmäßiger Anschluss zur Breisgau-S-Bahn nach Freiburg. In Immendingen und Villingen besteht regelmäßiger Anschluss zur Schwarzwaldbahn in Richtung Karlsruhe beziehungsweise Konstanz. Zusätzlich besteht in Villingen, Immendingen und Tuttlingen Anschluss an die Donautalbahn in Richtung Ulm. Im Sommer dient der Ringzug außerdem als Zubringer für die Museumsbahn „Sauschwänzlebahn“ von Blumberg-Zollhaus nach Weizen.

### Verkehr und Taktfolge

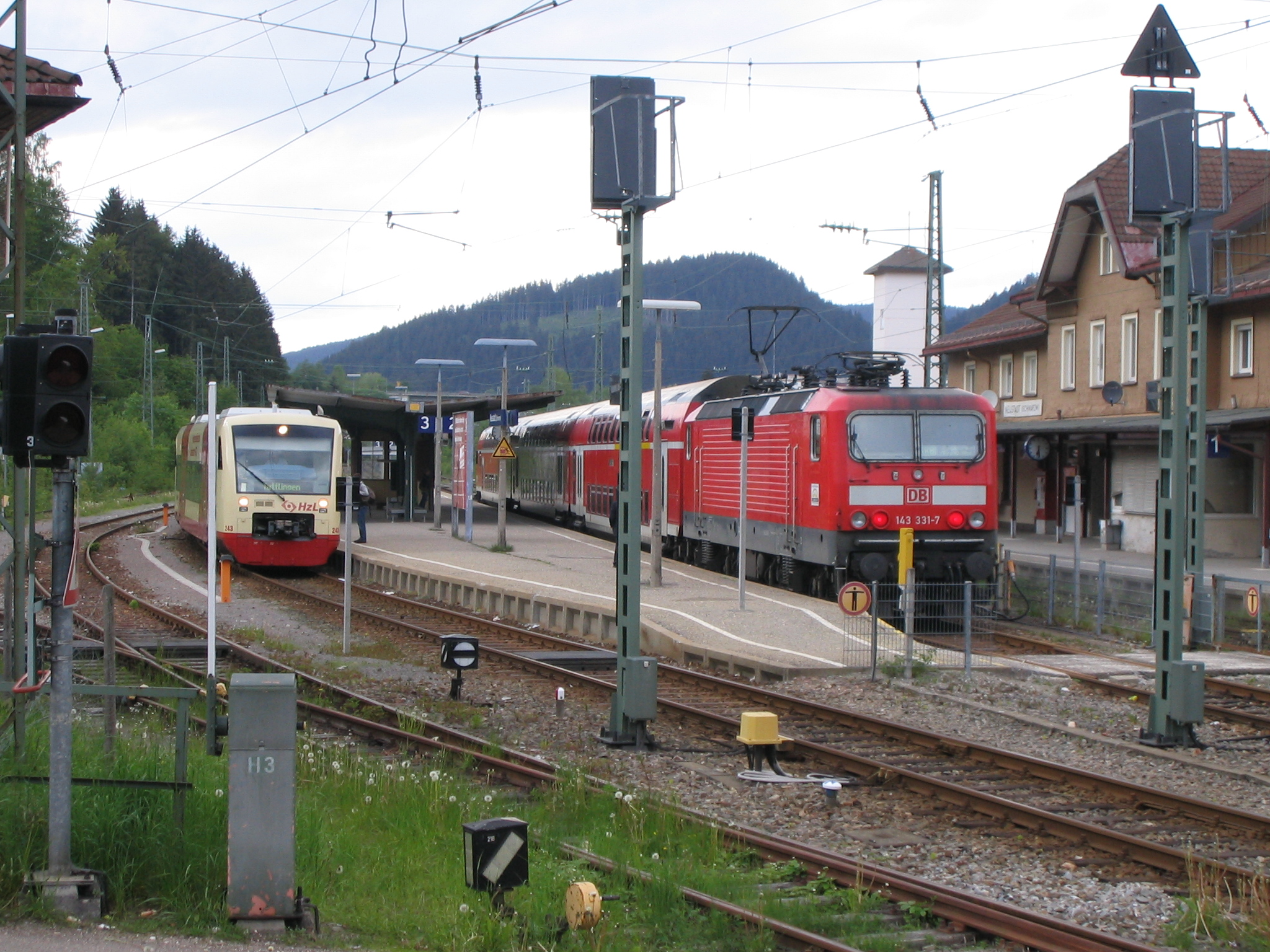
Bis zur Elektrifizierung der Höllentalbahn verkehrten noch einzelne Ringzüge bis Neustadt.

Die Hauptlinien des Ringzugs sind die Regionalbahn-Linien (RB) RB42 Bräunlingen – Rottweil und RB43 Rottweil – Geisingen-Leipferdingen (–Blumberg-Zollhaus). Diese werden auf der Strecke Bräunlingen–Blumberg-Zollhaus durchgebunden, wobei im Bahnhof Rottweil ein Liniennummernwechsel erfolgt. Täglich besteht ein Stundentakt von Bräunlingen nach Geisingen-Leipferdingen beziehungsweise ein Zweistundentakt bis Blumberg-Zollhaus. Diese Leistungen werden an Werktagen durch Verstärkerleistungen ergänzt, die jedoch in der Regel nicht die gesamte Strecke bedienen. Zwischen Villingen und Rottweil bzw. Tuttlingen und Spaichingen ergibt sich werktags zwischen 15:00 und 18:00 Uhr ein annähernder Halbstundentakt.

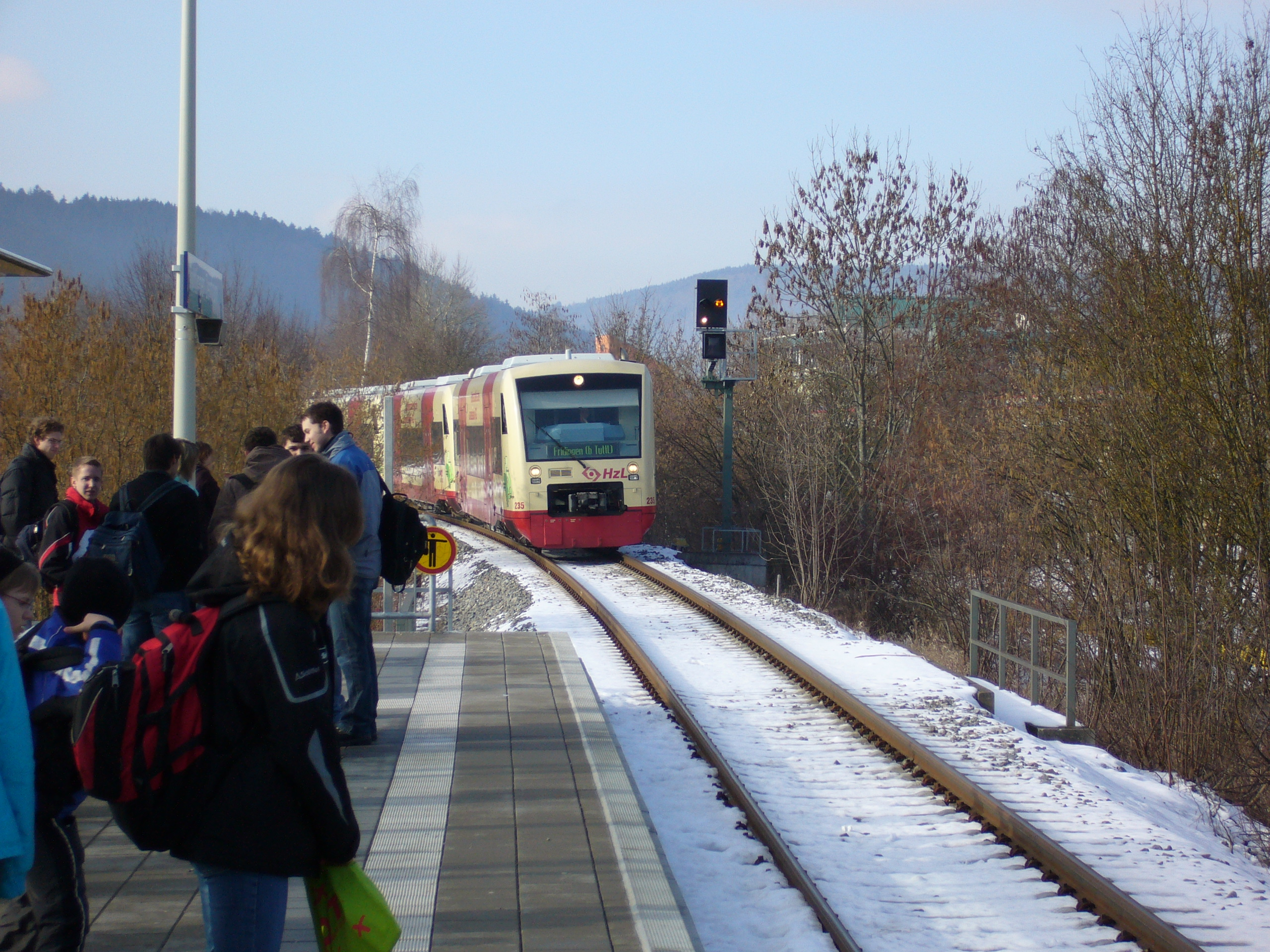
Eine Mehrfachtraktion auf dem nicht vertakteten Streckenabschnitt zwischen Tuttlingen und Fridingen

Auf der Trossinger Eisenbahn verkehrt die Linie RB42a Trossingen-Bahnhof – Trossingen-Stadt täglich im Stundentakt. Auf dem Abschnitt Tuttlingen–Fridingen an der Donau ist der Ringzug-Verkehr dagegen nicht vertaktet. Hier verkehren auf der Linie RB43a (Donaueschingen–) Tuttlingen–Fridingen (–Sigmaringen) von Montag bis Freitag nur einzelne Züge. Am Wochenende gibt es dort keinen Ringzug-Verkehr. Einzelne Ringzüge verkehren über das eigentliche Netz hinaus bis nach Sigmaringen und nach Singen (Hohentwiel). An Werktagen gibt es eine tägliche Verbindung, die einen vollständigen Ring bildet. Diese verkehrt von Donaueschingen nach Tuttlingen und weiter nach Rottweil und Villingen, bis der Ring in Donaueschingen geschlossen wird.
Jährlich werden 1.258.000 Zugkilometer zurückgelegt.

### Fahrzeuge

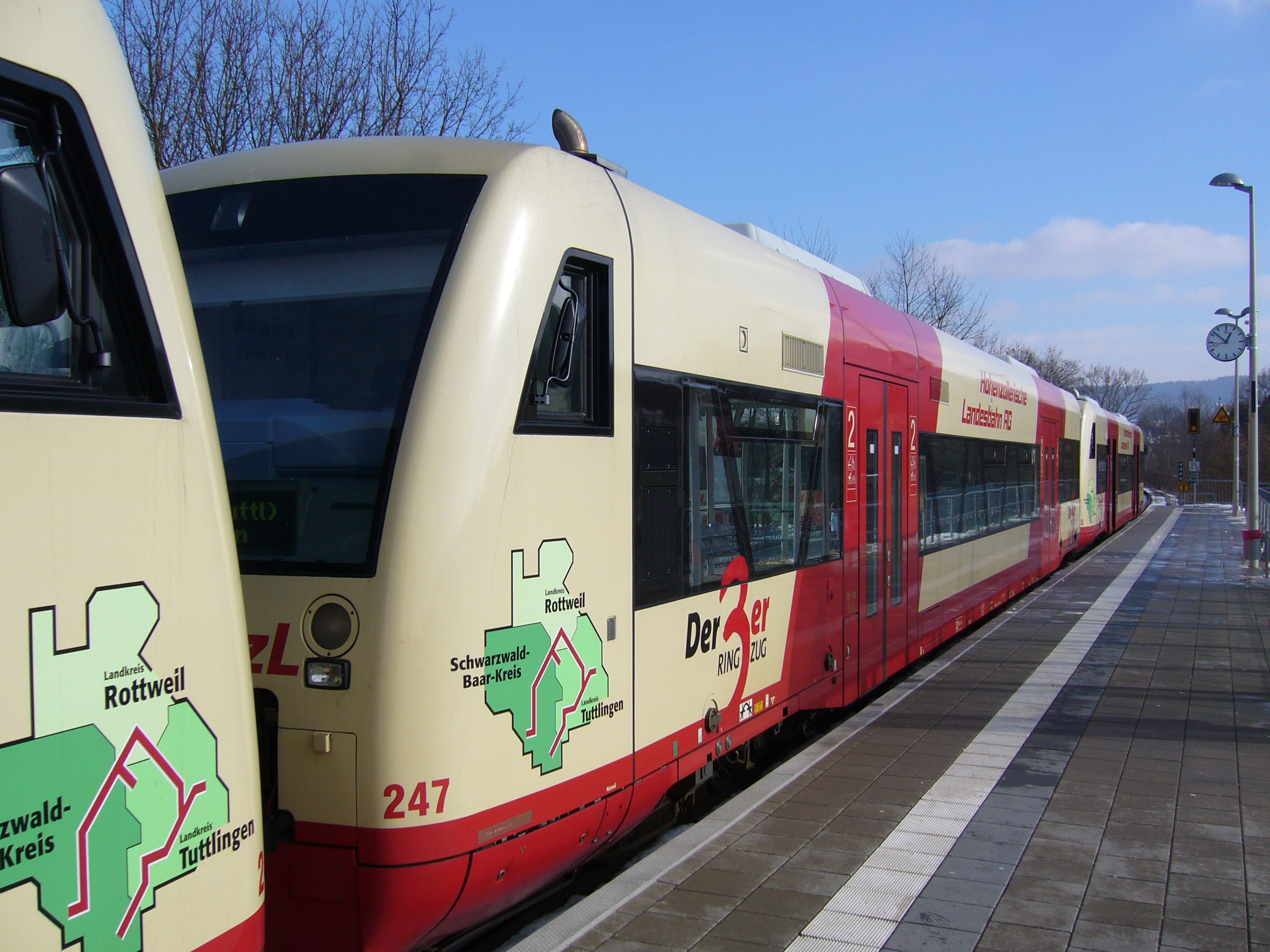
Triebwagen in Mehrfachtraktion

Die Fahrzeuge des Ringzugs sind Dieseltriebwagen des Typs Stadler Regio-Shuttle RS1, von denen insgesamt 20 angeschafft wurden. Von anderen Fahrzeugen gleichen Typs unterscheiden sie sich dadurch, dass an einigen Sitzplätzen Steckdosen für die Laptop-Nutzung zur Verfügung stehen. Alle sind klimatisiert und besitzen eine Toilette.
Teilweise wurden in der morgendlichen Hauptverkehrszeit Ringzüge in Kooperation mit der DB Regio AG gefahren und mit einem Elektrotriebwagen der Baureihe 3442 durchgeführt. Ursächlich hierfür war die Tatsache, dass die Ringzug-Regio-Shuttles teilweise auch in Mehrfachtraktion der enorm hohen Nachfrage zu dieser Zeit nicht gewachsen waren. Auch die Baureihen 611 oder 425 verkehrte bereits planmäßig als Ringzug.
Die unerwartet hohen Fahrgastzahlen führten schon früh zu Kapazitätsengpässen, die ab Dezember 2004 unter anderem zur Folge hatten, dass auf der Trossinger Eisenbahn die Altbautriebwagen T3 und T5 der Baujahre 1938 und 1956 wieder zum planmäßigen Einsatz kamen. Die eigentlich für den Verkehr auf der Trossinger Eisenbahn vorgesehenen modernen Regio-Shuttles mussten als Mehrfachtraktionen unerwartet stark ausgelastete Züge auf anderen Strecken verstärken.
Die Überarbeitung der Sitze, Haltestangen, Müllbehälter und Türtaster der 20 Regio-Shuttle-Triebwagen sowie die Änderung vom elfenbein-roten Design der Hohenzollerischen Landesbahn zum gelb-weiß-schwarzen Landesdesign begann im März 2023 und wurde im Dezember 2024 durch die OWS Service für Schienenfahrzeuge in Weiden in der Oberpfalz auf Kosten des Landes Baden-Württemberg abgeschlossen. Die ersten beiden neugestalteten Triebwagen wurden am 25. Juli 2023 in Villingen vorgestellt. Die Dieseltriebwagen sollen in den frühen 2030er Jahren nach der Elektrifizierung durch elektrische Fahrzeuge ersetzt werden.

### Fahrgastzahlen und Pünktlichkeit

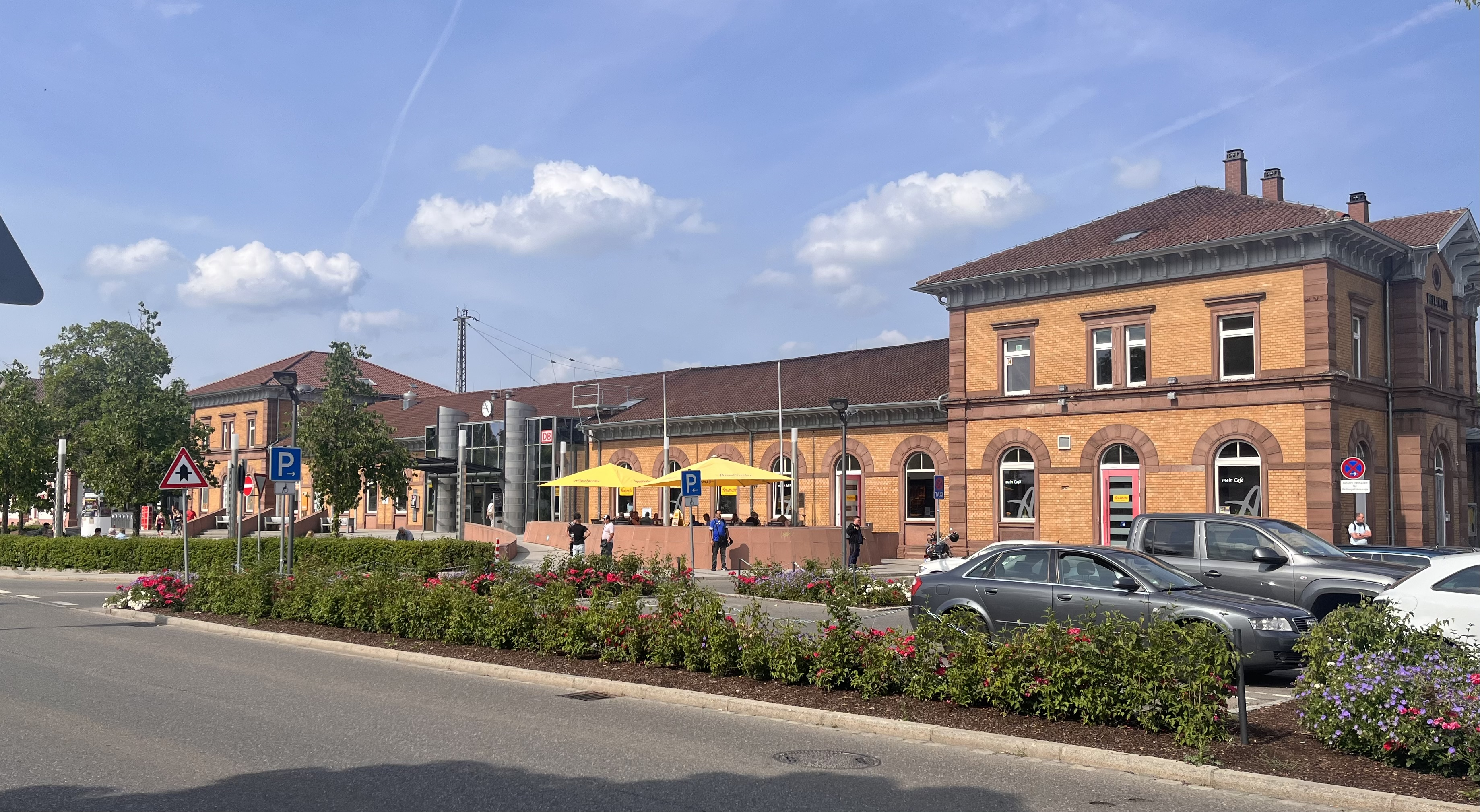
Bahnhof Villingen

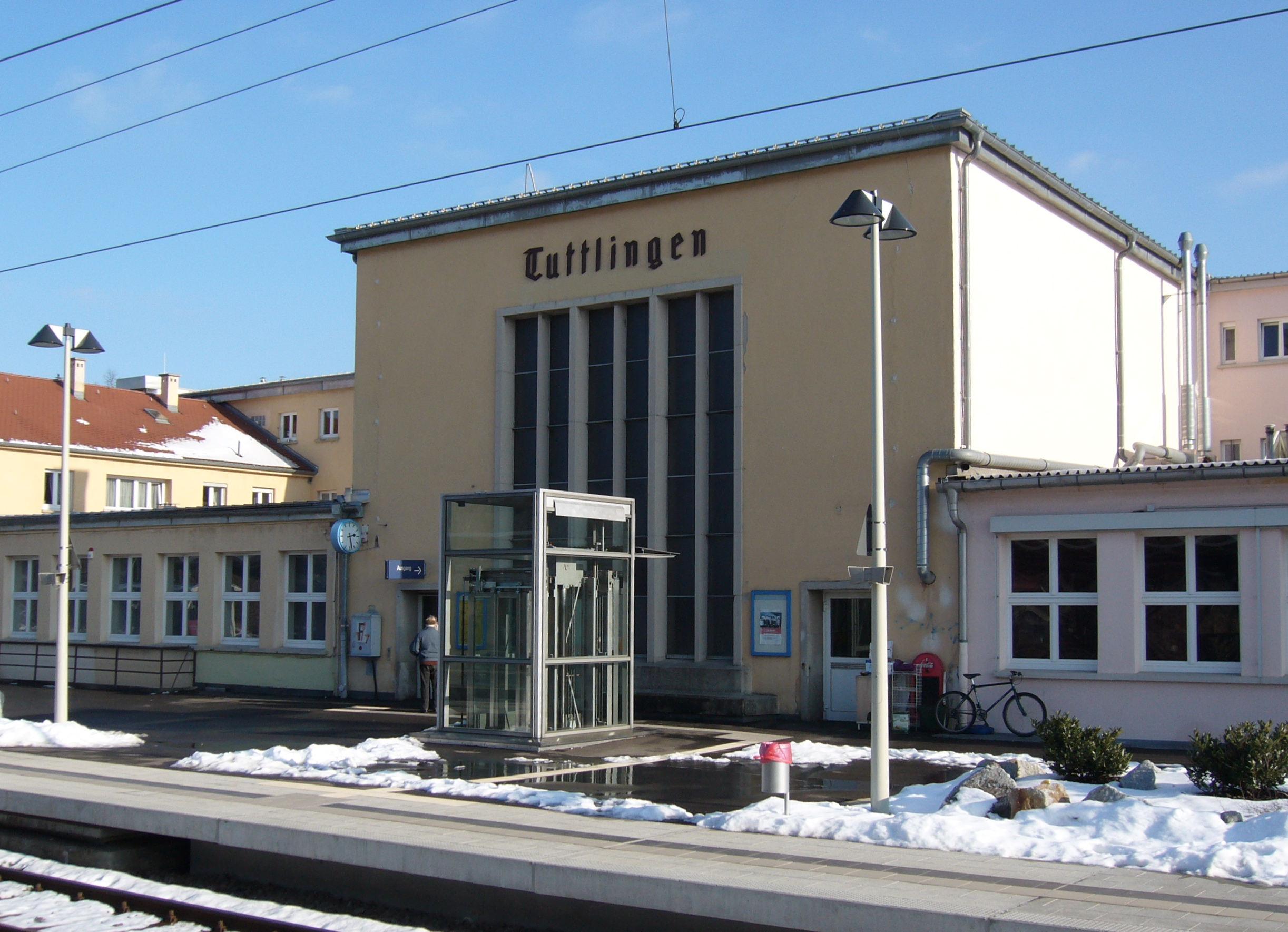
Bahnhof Tuttlingen

Der Ringzug beförderte 2008 täglich durchschnittlich 10.000 Fahrgäste. An Schultagen wurden Werte zwischen 12.000 und 12.500 Fahrgästen täglich erreicht. Neuere Zahlen liegen nicht vor, jedoch haben die Fahrgastzahlen seit der Erhebung nicht abgenommen.
Seit der Einführung hat sich die Stellung des Ringzugs stetig verankert. Heute spielt der Ringzug eine wichtige Rolle im ÖPNV der Region Schwarzwald-Baar-Heuberg.
Besonders stark frequentiert werden die Bahnhöfe Villingen, Tuttlingen, Schwenningen und Rottweil.
Ein Großteil der Fahrgäste nutzt den Ringzug insbesondere, um aus kleineren, nicht von anderen Zügen angefahrenen Haltestellen zentrale Orte wie Villingen-Schwenningen, Tuttlingen, Rottweil oder Donaueschingen zu erreichen. 2008 legte ein Fahrgast durchschnittlich 10,5 Kilometer mit dem Ringzug zurück, wobei 53,4 Prozent der Fahrgäste Haltepunkte benutzten, die mit dem Ringzug reaktiviert oder neu eingerichtet wurden. Der durchschnittlich höchste Besetzungsgrad wurde zwischen Villingen und Brigachtal erreicht. Der Ringzug ist überdurchschnittlich pünktlich. Die meisten Verspätungen entstehen aufgrund von Verspätungen der Deutschen Bahn auf eingleisigen Strecken wie der Gäubahn.

### Organisation und Finanzen

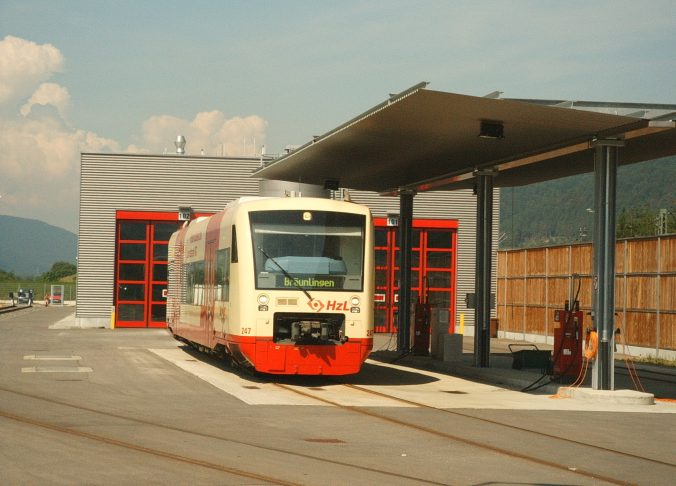
Außenansicht des von der SWEG betriebenen Betriebswerks in Immendingen mit Regio-Shuttle

Der Betrieb ist auf zwei Organisationen verteilt. Für den technischen Betrieb sowie das Betriebswerk in Immendingen ist die Hohenzollerische Landesbahn zuständig. Diese beschäftigt für den Betrieb zurzeit 50 Mitarbeiter und erhält für ihre Aufgaben fixe Betriebskostenzuschüsse. Der Leiter des SWEG-Standorts Ringzug ist derzeit Mirco Köhler. Aufgebaut wurde der damalige HzL-Verkehrsbetrieb Ringzug durch Frank von Meißner.
Bis zum 31. Dezember 2021 fungierte der Zweckverband Ringzug als Dachorganisation der drei beteiligten Kreise. Diesem Verbund, der damals ebenfalls zum Eisenbahnverkehrsunternehmen geworden ist, oblag die kaufmännische Geschäftsführung, der Vertrieb, das Marketing sowie die Koordination der Tarife. Der Verbund trug ebenfalls das Erlösrisiko des Betriebs und verteilte das Betriebsdefizit beziehungsweise den Gewinn an die drei beteiligten Landkreise. Alle Einnahmen aus dem Fahrkartenverkauf sowie die Zuschüsse aus der Schülerbeförderung gingen an den Zweckverband und somit an die Landkreise.
Zum 1. Januar 2022 übernahm das Land Baden-Württemberg vom Zweckverband Ringzug die Aufgabenträgerschaft für den Ringzug.
Vor dem Ringzug-Start wurde ein jährliches Betriebsdefizit von 2,9 Millionen Euro erwartet, das zur Hälfte vom Land Baden-Württemberg und den drei beteiligten Landkreisen getragen werden sollte. Die Mischfinanzierung und die langfristigen Verträge mit der Nahverkehrsgesellschaft Baden-Württemberg und den Landkreisen waren auch der Grund, weshalb der Ringzug von den Zugstreichungen, die es infolge der gekürzten Regionalisierungsmittel 2007 in Baden-Württemberg gab, ausgenommen war. Die steigenden Fahrgastzahlen und die gestiegenen Einnahmen aus der Schülerbeförderung führten vielmehr dazu, dass der ursprünglich berechnete Zuschussbedarf stark abnahm und die Verteilung der Lasten und Erlöse in eine Schieflage geriet. Während der Anteil des Landes in etwa stabil blieb, verringerte sich der Zuschussbedarf der Landkreise, an die die erhöhten Fahrgeldeinnahmen und die Zuschüsse der Schülerbeförderungen flossen, stark. 2005 und 2006 erwirtschafteten die Landkreise sogar einen Überschuss. Darauf drängte das Land die Landkreise zu einem neuen Finanzierungsvertrag, mit dem diese sich ab 2007 mittels einer jährlichen Sonderzahlung von 750.000 Euro wieder an den Ringzugkosten beteiligen und so das Land finanziell entlasten.
Da diese Schieflage über viele Jahre anhielt und auch mit dem neuen Finanzierungsvertrag von 2007 nicht gelöst werden konnte, kündigte das Land Baden-Württemberg im November 2020 an, den Finanzierungsvertrag vollständig fristgerecht zum Jahr 2022 zu kündigen. Außerdem sollte so wie in nahezu allen anderen Regionen des Landes die Bestellung und Finanzierung des Nahverkehrs einheitlich geregelt werden. Das Land schickte mit der Kündigungsmitteilung auch einen Entwurf eines neuen Vertrages an die drei Landkreise, in dem die neu zu verhandelnden Finanzierungsregularien festgeschrieben werden sollen. Grundsätzlich sieht das Land gemäß dem Zielkonzept 2025 einen Taktfahrplan vor, der bei gewünschtem Mehrverkehr von den Landkreisen bezahlt verdichtet wird.

### Verkehrsverbünde und Tarifsystem

Logo des Verkehrsverbunds Schwarzwald-Baar-Heuberg

Zum Ringzug-Start konnte zunächst kein einheitlicher Verkehrsverbund für das gemeinsame neue Verkehrssystem geschaffen werden. Vielmehr existierten drei Verkehrsverbünde auf Landkreis-Ebene: TUTicket im Landkreis Tuttlingen, der Verkehrsverbund Rottweil im Landkreis Rottweil und der Verkehrsverbund Schwarzwald-Baar im Schwarzwald-Baar-Kreis. Es wurde jedoch mit der Regionalen Tarifkooperation Schwarzwald-Baar-Heuberg, auch 3er-Tarif genannt, ein Dachtarif zwischen den drei Verbünden geschaffen. Dieser ermöglichte auch Fahrten über die Kreisgrenzen hinaus und bot somit einen einheitlichen Tarif im gesamten Ringzug-Gebiet.
Am 1. Januar 2023 wurden die drei Verkehrsverbünde aufgelöst und ihre Aufgaben auf den bisherigen Zweckverband Ringzug übertragen. Dieser bietet seitdem als „Verkehrsverbund Schwarzwald-Baar-Heuberg“ einen einheitlichen Tarif an. Diese Maßnahme wurde vom Land Baden-Württemberg subventioniert, jedoch durch die COVID-19-Pandemie verzögert.
Am 9. Dezember 2018 trat außerdem der Baden-Württemberg-Tarif (bwtarif) in Kraft. Seitdem gibt es einen landesweit einheitlichen Tarif für Bus und Bahn. Damit kann man bei verbundüberschreitenden Fahrten auch an seinem Zielort z. B. die Busse und Straßenbahnen nutzen, ohne dass man einen weiteren Fahrschein lösen muss.

### Zukunftspläne

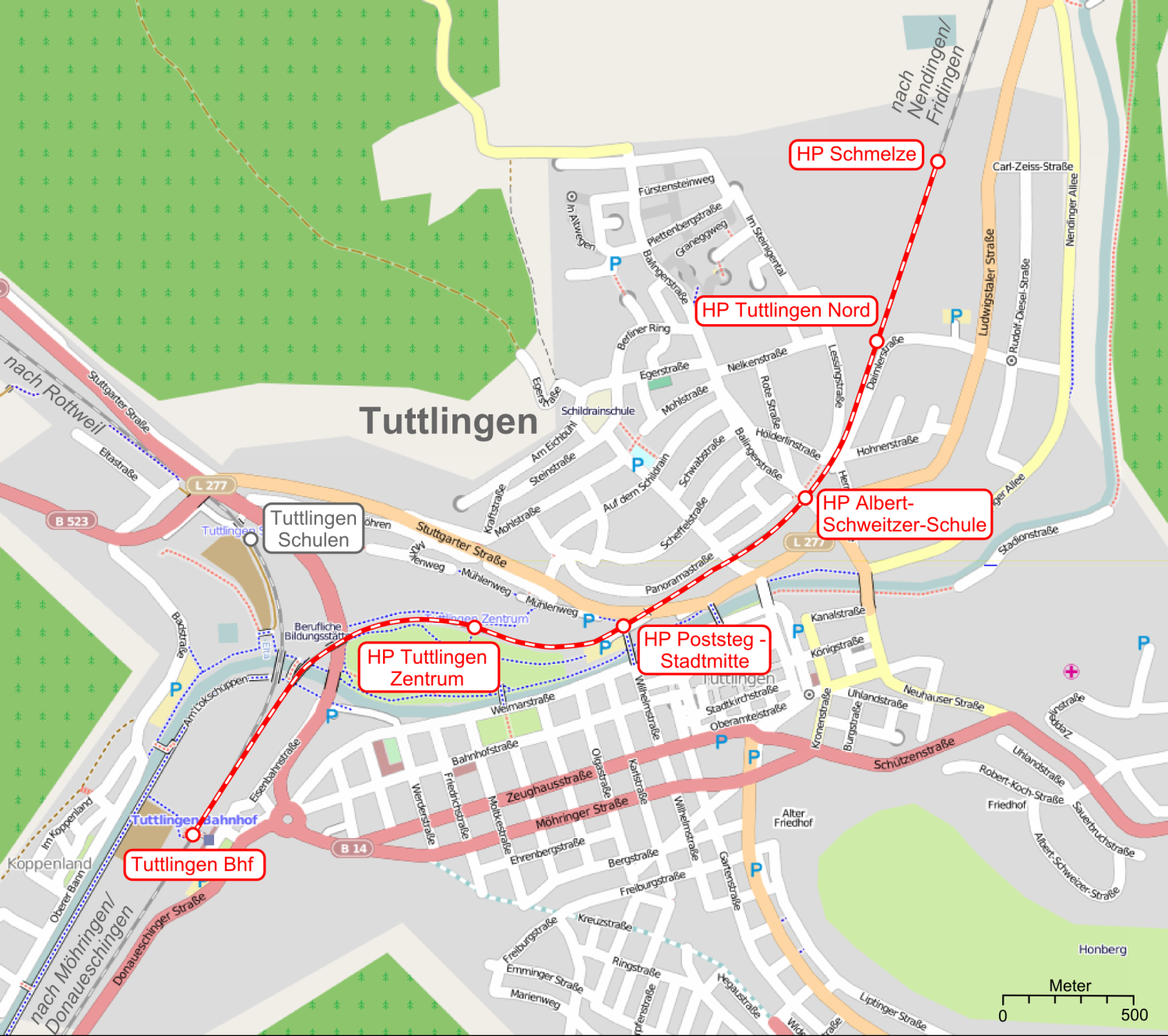
Innerstädtischer Verlauf der vorgeschlagenen Stadtbahn Tuttlingen

Schon seit Beginn des Betriebs besteht die Forderung, die Netzlücke zwischen Immendingen und Donaueschingen zu schließen. Dies würde direkte Ringzug-Verbindungen von Tuttlingen nach Donaueschingen ermöglichen. In der zweiten Hälfte der 2000er-Jahre war außerdem im Bereich der Stadt Tuttlingen ein kommunales Thema, ob mit zusätzlichen Haltepunkten in der Stadt und einem Taktverkehr zwischen Tuttlingen und Fridingen eine Art Stadtbahn realisiert werden könnte.
Der Verwaltungsausschuss des Landkreises Rottweil beschloss im Juni 2008 außerdem eine Ausweitung des Betriebs auf den Gäubahn-Abschnitt von Rottweil nach Horb am Neckar zu prüfen, gab das Vorhaben jedoch im November 2008 wieder auf.

Seit 2018 wird erneut an der Zukunft des Ringzuges unter dem Namen Ringzug 2.0 geplant. So wurden mehrere Szenarien von den Landkreisen zur Planung beauftragt, welche im Jahr 2019 den Kreisgremien vorgestellt wurden. Im Kern soll der Ringzug weitgehend oder komplett elektrisch verkehren, außerdem sollen weitere Strecken und damit auch Haltestellen für den Ringzug aktiviert oder reaktiviert werden – damit einher geht auch eine Erneuerung der bahnseitigen Infrastruktur. Dies betrifft die Strecke von Villingen nach St. Georgen im Schwarzwald, wo neue Haltepunkte im Bereich Villingen-West oder Peterzell geplant sind, und eine Ausweitung des Verkehrs im Donautal nach Fridingen. Während auf der Strecke zwischen Tuttlingen und Fridingen eine Elektrifizierung zur Debatte steht und sie zwischen Tuttlingen und Immendingen gesetzt ist, soll der Abschnitt von Immendingen nach Blumberg langfristig ohne elektrische Antriebstechnik befahren werden. Auch die Strecke von Hüfingen nach Bräunlingen und von Rottweil nach Villingen soll elektrifiziert werden. Damit soll auch der jetzige Regionalexpress von Stuttgart nach Rottweil bis Villingen weiter fahren. Die Ringzug-Verbindung von Immendingen nach Donaueschingen über Geisingen wurde auch in diesem Projekt erneut überprüft, konnte aber wegen Überschneidungen mit Schwarzwaldbahn-Zügen nicht berücksichtigt werden. Für die Trossinger Eisenbahn ist eine zwischen Gleich- und Wechselspannung umschaltbare Oberleitung geplant. Im Jahr 2020 wurde seitens der Landkreise ein Planungsauftrag an DB Netz erteilt, damit diese die konkrete Kosten- und Zeitplanung in Angriff nehmen kann. Der ursprüngliche Inbetriebnahmetermin 2024 kann nicht gehalten werden. Ab 2024 müssen die dann über 20 Jahre eingesetzten Fahrzeuge erneut zur Hauptuntersuchung und sind bilanziell ab diesem Zeitpunkt nicht mehr wirtschaftlich zu betreiben. Neuere DB-Angaben sehen die Inbetriebnahme ab 2027 möglich. Ende 2021 beauftragte der Zweckverband die DB mit Grundlagenermittlung und Vorplanung. Diese ersten beiden Planungsphasen sollten 2024 abgeschlossen werden.[veraltet] Im Juni 2022 schrieb die DB verschiedene Vermessungsleistungen für das Projekt aus.